# Rta
Rta (sanskrtstky ṛtaṃ „úprava, řád“) či dháman „zákon“ je kosmický, mravní a obětní zákon či řád ve védském náboženství. Díky rta Slunce a Měsíc obíhají po svých drahách a střídají se roční období, jeho porušení – anrta, i neúmyslné, vede k hříchu a musí být náležitě očištěno. Později byl tento pojem nahrazen konceptem dharmy a karmy. Většího významu dosáhl příbuzný zarathuštrický koncept zvaný aša.
Strážcem rta je  bůh Varuna, který jej zajišťuje pomocí zvědů – spašah. Bohyně Nirrti „ne-řád“  představuje popření védského rta a „náruč Nirrti“ je spojována s naprostou anihilací. Rta je také tětivou luku náležejícího Brhaspatimu, mudrci a učiteli bohů.
Védské substantivum rta, stejně jako avestánské aša a staroperské arta vychází z indoíránského *ṛtá. Ve védštině též existuje adjektivum sátja, z indoíránského *sātja, stejně jako avestánské haithija, s významem „pravdivý“ ve smyslu „skutečný, existující“, zatímco rta znamená spíše „pravda spočívající ve správném spojení, vnitřně správný“. Tomu odpovídá i praindoevropská etymologie obou slov, zatímco rta vychází z *ar „(správně) spojit“, tak haithija ze *sat „existující“. Z tohoto důvodu slovo získalo i význam kosmického řádu.